# Helmut von Werz
Helmut von Werz (vollständiger Name Helmut Werz Edler von Ostenkampf; * 1912 in Kronstadt (Siebenbürgen); † 1990) war ein in München tätiger deutscher Architekt.

## Leben
Helmut von Werz war ein Sohn des k.u.k. Generalmajors Emanuel Werz, der am 17. März 1918 durch Kaiser Karl I. als Edler von Ostenkampf in den erblichen österreichischen Adelsstand erhoben wurde. Der Pharmakologe Robert von Werz war sein älterer Bruder.
Er kam mit 16 Jahren nach München, machte am Alten Realgymnasium Abitur, studierte Architektur an der Technischen Hochschule und erwarb den Studienabschluss als Diplom-Ingenieur. 1936 trat er in das Architekturbüro von Bruno Biehler ein. Im Jahr 1946 gründete er in München-Bogenhausen ein eigenes Architekturbüro, dem 1952 Johann-Christoph Ottow als Partner beitrat. 1971 wurde die Partnerschaft um Erhard Bachmann und Michel Marx erweitert. Das Architekturbüro wurde nach Helmut von Werz’ Tod weitergeführt und trägt inzwischen den Namen Brechensbauer Weinhart + Partner Architekten mbB. Partner sind: Georg Brechensbauer, Claus Weinhart, Thomas Grühn, Michael Irlen, Markus Bachmann.
Neben seiner Tätigkeit als Architekt war von Werz in zahlreichen Gremien und Verbänden tätig:
- als Mitglied der Deutschen Akademie für Städtebau und Landesplanung,
- als Mitglied der Deutschen Delegation der Union Internationale des Architectes,
- als Mitglied des Comité de Liaison in der EG und
- als Mitglied des Landesplanungsbeirates und des Landesdenkmalrates.

## Werk (Auswahl)
- 1953–1955: Neubau der St.-Anna-Grundschule in München (zusammen mit Johann-Christoph Ottow)
- 1954: Evang.-Lutherische Pauluskirche in Traunreut (zusammen mit Johann-Christoph Ottow)
- 1955–1957: Südbau des Klinikums rechts der Isar in München (zusammen mit Johann-Christoph Ottow)
- 1957–1960: Sonnenblock in München (zusammen mit Johann-Christoph Ottow)
- 1959: Struktur- und Bebauungsplanung für das Münchener Stadterweiterungsgebiet Hasenbergl (zusammen mit Ernst Maria Lang, Johann-Christoph Ottow und Vocke)
- 1960: evangelische Heilig-Geist-Kirche in Ebersberg (zusammen mit Johann-Christoph Ottow)
- 1961: Nazarethkirche in München (zusammen mit Johann-Christoph Ottow)
- 1962: Evangeliumskirche in München (zusammen mit Johann-Christoph Ottow)
- 1963: Struktur- und Bebauungsplanung für das Münchner Stadterweiterungsgebiet „Westkreuz“ in Aubing-Ost (zusammen mit Johann-Christoph Ottow)
- 1969–1971: Neubau des Krankenhauses Martha Maria, München
- 1972–1974: Sparkassenzentrale in Würzburg (zusammen mit Johann-Christoph Ottow, Michael Marx und Erhard Bachmann)
- 1972–1975: Prähistorische Staatssammlung in München (zusammen mit Johann-Christoph Ottow, Michael Marx und Erhard Bachmann)
- 1974–1976: Hochhaus des Bayerischen Rundfunks in München (zusammen mit Johann-Christoph Ottow, Michael Marx und Erhard Bachmann)
- Häuser Buschingstraße 3–39 in der Siedlung Parkstadt Bogenhausen in München (zusammen mit Johannes Ludwig, Johann-Christoph Ottow)
- 1985: Corneliuskirche (Neubiberg) (zusammen mit Johann-Christoph Ottow, Michel Marx und Erhard Bachmann)
- 1974–1991: Mehrere Bauten des Rudolf-Virchow-Krankenhauses in Berlin-Wedding

## Auszeichnungen
- München leuchtet